# Marc Hirschi
Marc Hirschi (Berna, 24 de agosto de 1998) es un ciclista suizo que milita en el equipo Tudor Pro Cycling Team.

## Trayectoria
En 2017, siendo todavía amateur, logró su primer triunfo en una prueba UCI al ganar el Tour de Jura. Al año siguiente debutó como profesional con el Development Team Sunweb y esa misma temporada logró varios triunfos, imponiéndose en las pruebas en línea del Campeonato Europeo y Mundial en la categoría sub-23. Estos éxitos le permitieron dar el salto al equipo principal de cara a la temporada 2019.
En 2020 participó en su primera Gran Vuelta, el Tour de Francia. Tras haber estado cerca en un par de ocasiones de llevarse un triunfo de etapa, lo acabó consiguiendo en la 12.ª. Al final de la prueba fue nombrado el más combativo de la edición. Una semana después logró la medalla de bronce en la prueba en línea del Campeonato Mundial en la categoría élite. Antes de acabar la temporada participó en las clásicas de la Ardenas, ganando la Flecha Valona y siendo 2.º en la Lieja-Bastoña-Lieja.
Todavía con contrato para el año 2021, el 5 de enero el equipo anunció que habían llegado a un acuerdo para la rescisión de este. Cuatro días después se hizo oficial su fichaje por el UAE Team Emirates por tres temporadas.

## Palmarés
| 2015 - Gran Premio Rüebliland 2017 - 3.º en el Campeonato Europeo en Ruta sub-23 2018 - 1 etapa del Istrian Spring Trophy - 1 etapa de la Carrera de la Paz sub-23 - Campeonato Europeo en Ruta sub-23 - 1 etapa del Tour de Alsacia - Campeonato Mundial en Ruta sub-23 2019 - 2.º en el Campeonato de Suiza Contrarreloj 2020 - 1 etapa del Tour de Francia, más premio de la combatividad - 3.º en el Campeonato Mundial en Ruta - Flecha Valona 2021 - 2.º en el Campeonato de Suiza Contrarreloj - 1 etapa del Tour de Luxemburgo 2022 - Per sempre Alfredo - G. P. Kanton Aargau - Giro de Toscana - Clásica del Véneto | 2023 - Tour de Hungría, más 1 etapa - Giro de los Apeninos - Campeonato de Suiza en Ruta - Clásica de Ordizia - Coppa Sabatini - Tour de Luxemburgo 2024 - La Drôme Classic - Tour de la República Checa, más 1 etapa - Clásica de San Sebastián - Bretagne Classic - Gran Premio Industria y Artigianato-Larciano - Coppa Sabatini - Memorial Marco Pantani - Coppa Agostoni 2025 - Gran Premio Valencia - 2.º en el Campeonato de Suiza en Ruta |

## Resultados

### Grandes Vueltas
| Carrera | Carrera         | 2018 | 2019 | 2020 | 2021 | 2022  | 2023 | 2024 | 2025 |
| ------- | --------------- | ---- | ---- | ---- | ---- | ----- | ---- | ---- | ---- |
|         | Giro de Italia  | —    | —    | —    | —    | —     | —    | —    | —    |
|         | Tour de Francia | —    | —    | 54.º | 97.º | 126.º | —    | —    | 78.º |
|         | Vuelta a España | —    | —    | —    | —    | —     | —    | —    | —    |

### Clásicas y Campeonatos
| Carrera                 | Carrera                 | 2018 | 2019 | 2020 | 2021 | 2022 | 2023 | 2024  | 2025 |
| ----------------------- | ----------------------- | ---- | ---- | ---- | ---- | ---- | ---- | ----- | ---- |
| Strade Bianche          | Strade Bianche          | —    | 73.º | Ab.  | —    | —    | —    | 68.º  | 24.º |
|                         | Milán-San Remo          | —    | 48.º | —    | —    | —    | —    | 112.º | —    |
| A Través de Flandes     | A Través de Flandes     | —    | 52.º | X    | —    | —    | —    | 34.º  | —    |
| E3 Saxo Classic         | E3 Saxo Classic         | —    | 10.º | X    | —    | —    | —    | Ab.   | —    |
|                         | Tour de Flandes         | —    | —    | —    | —    | —    | —    | Ab.   | —    |
| Flecha Brabanzona       | Flecha Brabanzona       | —    | 21.º | —    | —    | 26.º | 19.º | 29.º  | —    |
| Amstel Gold Race        | Amstel Gold Race        | —    | 54.º | X    | 35.º | 9.º  | 36.º | 2.º   | 40.º |
| Flecha Valona           | Flecha Valona           | —    | —    | 1.º  | —    | 32.º | 80.º | Ab.   | 49.º |
|                         | Lieja-Bastoña-Lieja     | —    | 51.º | 2.º  | 6.º  | 9.º  | 10.º | 17.º  | 45.º |
| Clásica San Sebastián   | Clásica San Sebastián   | —    | 3.º  | X    | —    | —    | 13.º | 1.º   | 25.º |
| Cyclassics Hamburg      | Cyclassics Hamburg      | —    | 21.º | X    | X    | —    | 10.º | —     |      |
| Bretagne Classic        | Bretagne Classic        | —    | —    | —    | —    | —    | 6.º  | 1.º   |      |
| Gran Premio de Quebec   | Gran Premio de Quebec   | —    | 62.º | X    | X    | —    | 8.º  | —     |      |
| Gran Premio de Montreal | Gran Premio de Montreal | —    | 58.º | X    | X    | —    | 10.º | —     |      |
|                         | Giro de Lombardía       | —    | Ab.  | —    | 36.º | 81.º | 19.º | 44.º  |      |
| Mundial en Ruta         | Mundial en Ruta         | —    | 27.º | 3.º  | Ab.  | —    | Ab.  | 6.º   |      |
| Europeo en Ruta         | Europeo en Ruta         | —    | —    | —    | 6.º  | —    | —    | —     |      |
| Suiza en Ruta           | Suiza en Ruta           | —    | 4.º  | —    | 8.º  | —    | 1.º  | 5.º   |      |
| Suiza Contrarreloj      | Suiza Contrarreloj      | —    | 2.º  | —    | 2.º  | —    | —    | —     |      |

—: No participa

Ab.: Abandona

X: No se disputó

## Equipos
- Development Team Sunweb (2018)
- Sunweb/DSM (2019-2021)[1]
  - Team Sunweb (2019-2020)
  - Team DSM (2021)
- UAE Team Emirates (2021-2024)
- Tudor Pro Cycling Team (2025-)